# Chrysiridia dasycephalus
Chrysiridia dasycephalus är en fjärilsart som beskrevs av William Swainson 1833. Chrysiridia dasycephalus ingår i släktet Chrysiridia och familjen Uraniidae. Inga underarter finns listade i Catalogue of Life.